# Veleposlanstvo Saudijske Arabije u Washingtonu D.C.
Veleposlanstvo Saudijske Arabije u Washingtonu D.C. predstavlja diplomatsko predstavništvo Kraljevine Saudijske Arabije u SAD-u. Nalazi se u diplomatskoj četvrti na sjeverozapadu Washingtona pored poznatog kompleksa Watergate i Kennedyjevog centra.
Osim veleposlanstva u Washingtonu, Saudijska Arabija ima i konzulate u New Yorku, Los Angelesu i Houstonu.
Trenutačni saudijski veleposlanik u SAD-u je Abdullah bin Faisal bin Turki bin Abdullah Al Saud.
Ispred zgrade veleposlanstva su 2010. godine održani prosvjedi kako bi se podržala ženska prava koja se krše na saudijskom poluotoku te 2011. zbog saudijske vojne intervencije u Bahreinu.

## Vanjske poveznice
- Službena web stranica veleposlanstva  Arhivirana inačica izvorne stranice od 23. listopada 2016. (Wayback Machine)